# Премія Лайнуса Полінга
Премія Лайнуса Полінга — нагорода за визначні досягнення в галузі хімії. Її щорічно присуджують відділення Американського хімічного товариства в Пьюджет-Саунд, Орегоні та Портленді. Премію названо на честь американського хіміка Лайнуса Полінга (1901—1994), що перший здобув її 1966 року.